# Çal (district)
Çal is een Turks district in de provincie Denizli en telt 24.157 inwoners (2007). Het district heeft een oppervlakte van 886,42 km².
De bevolkingsontwikkeling van het district is weergegeven in onderstaande tabel.
| 1997   | 2000   | 2007   |
| ------ | ------ | ------ |
| 36.358 | 32.932 | 24.157 |